# Jean Jacques Ehrlen
Jean Jacques Ehrlen (ou Johann Jacob Ehrlen) est un orfèvre actif à Strasbourg au XVIIIe siècle, considéré comme l'un des meilleurs de sa génération.

## Biographie
Jean Jacques Ehrlen est né en 1700 à Heiligenstein (auj. Bas-Rhin), où exerçait son père, pasteur luthérien, avant d'être nommé à l'église Sainte-Aurélie de Strasbourg de 1709 à 1730, puis de devenir chanoine de Saint-Thomas.
Il effectue son apprentissage chez Johann Reinhold Buttner (1672-1733) entre 1714 et 1718, puis, après dix ans de compagnonnage, il est reçu maître à Strasbourg en 1728.
Jean Jacques Ehrlen meurt en 1777.
L'un de ses apprentis est Jean Jacques Hitschler, entre 1735 et 1739.
Son fils, également prénommé Jean Jacques (1731-1773), théologien de formation, devient aumônier du régiment Royal-Suédois, puis prédicateur à la Cour de Deux-Ponts Birkenfeld à Ribeauvillé. En 1758, sa fille, Marie Salomé, épouse l'orfèvre strasbourgeois Jean Christian Zahrt, dont elle poursuit l'atelier  après la mort de celui-ci en 1781.

## Œuvre
- Le musée des Arts décoratifs de Strasbourg conserve une collection, en particulier une aiguière de forme balustre sur piédouche à godrons et son bassin circulaire à bord godronné, tous deux partiellement dorés et garnis de frises de style Régence[7] ;  des gobelets, dont un gobelet de Magistrat (Rathsbecher) de forme tulipe sur le corps duquel sont gravées les armoiries de la ville de Lahr et la date de 1738, encerclées d'un tore de lauriers[8], des pièces d’un nécessaire de voyage de la landgravine de Hesse-Darmstadt née Linange-Dabo[1], une cafetière à corps piriforme sur piédouche ciselé d'une frise de feuilles, une chocolatière tripode[9], ainsi que des boites à poudre armoriées[1].

Musée des Arts décoratifs de Strasbourg.
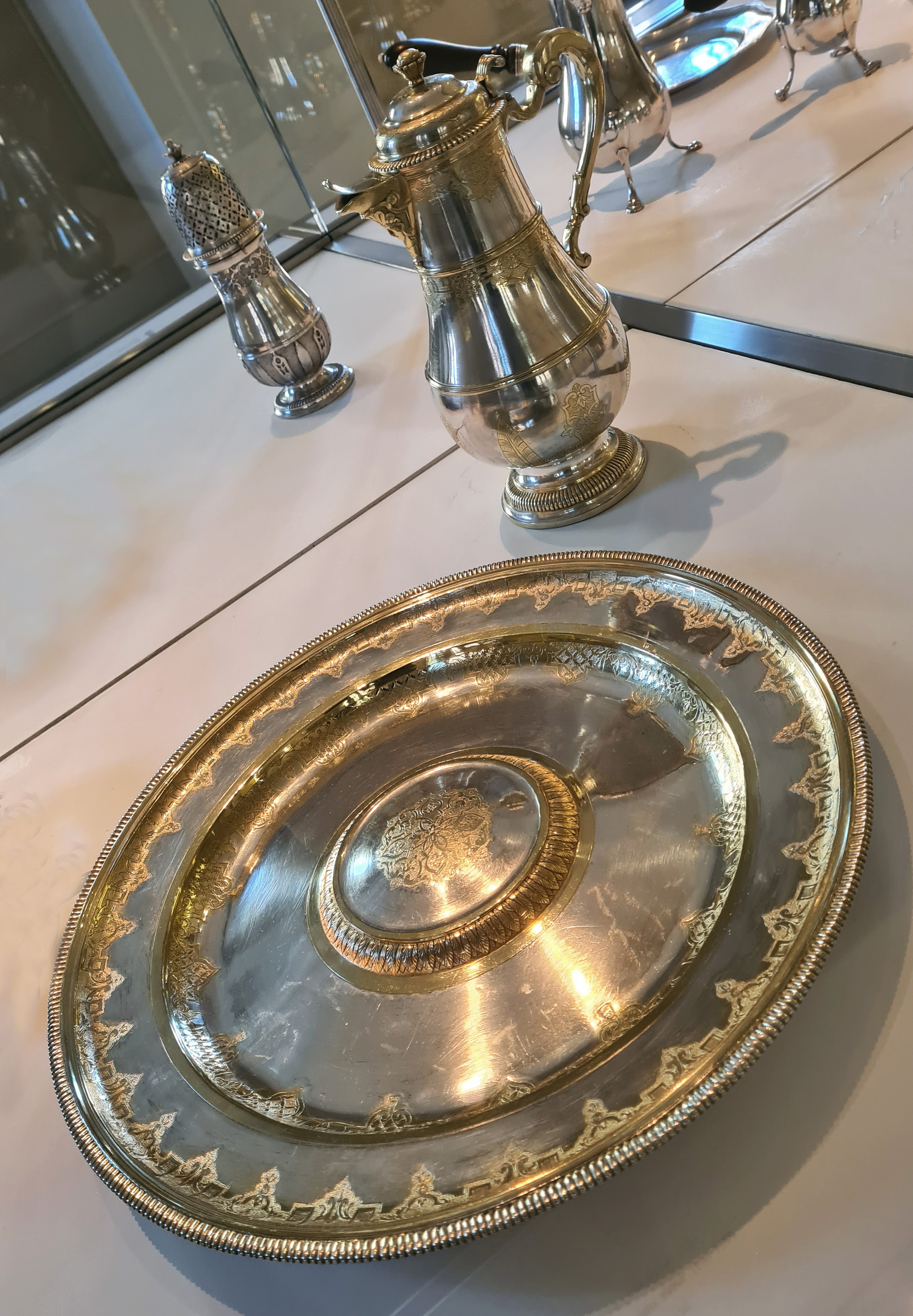
Aiguière et son bassin.
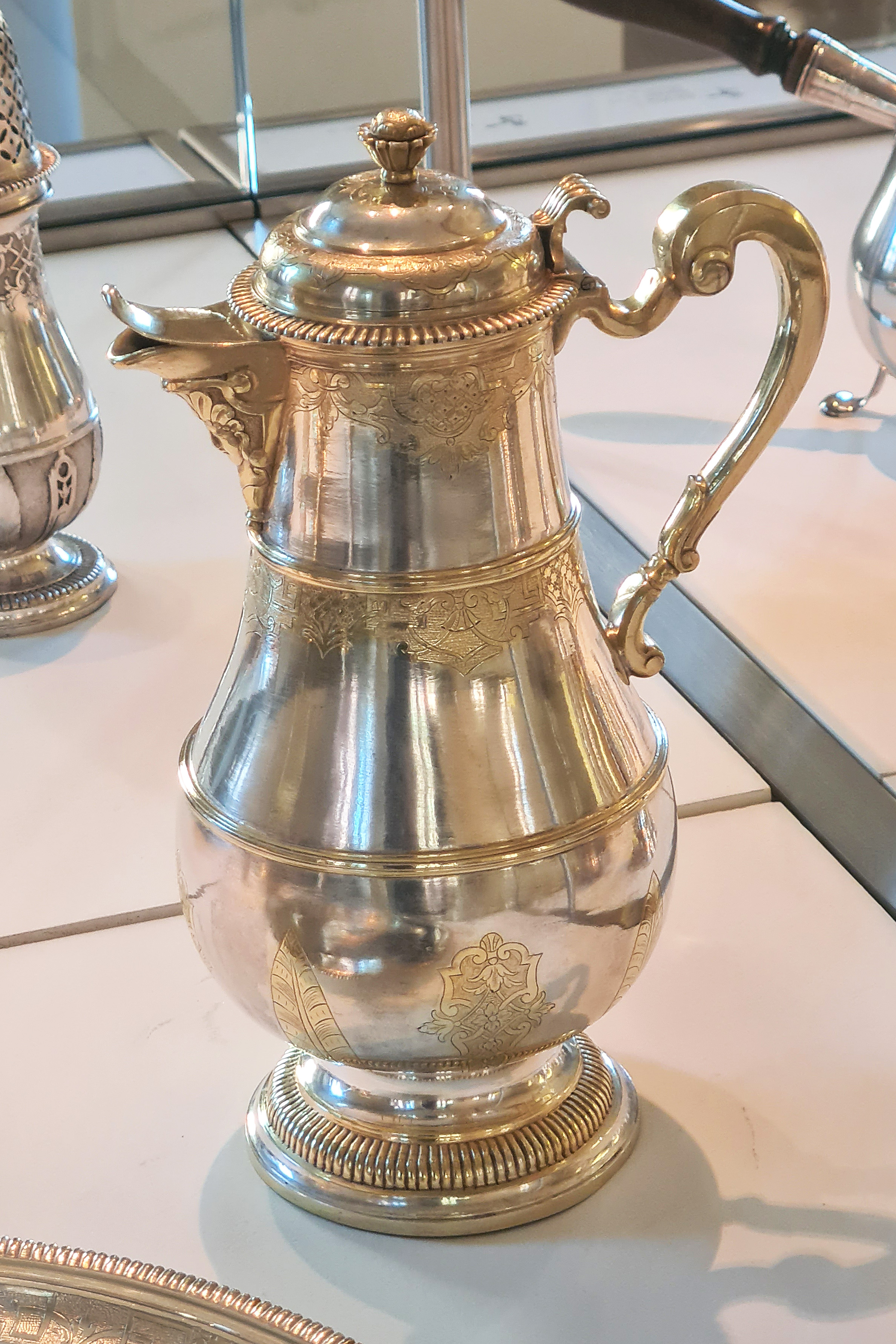
L'aiguière.
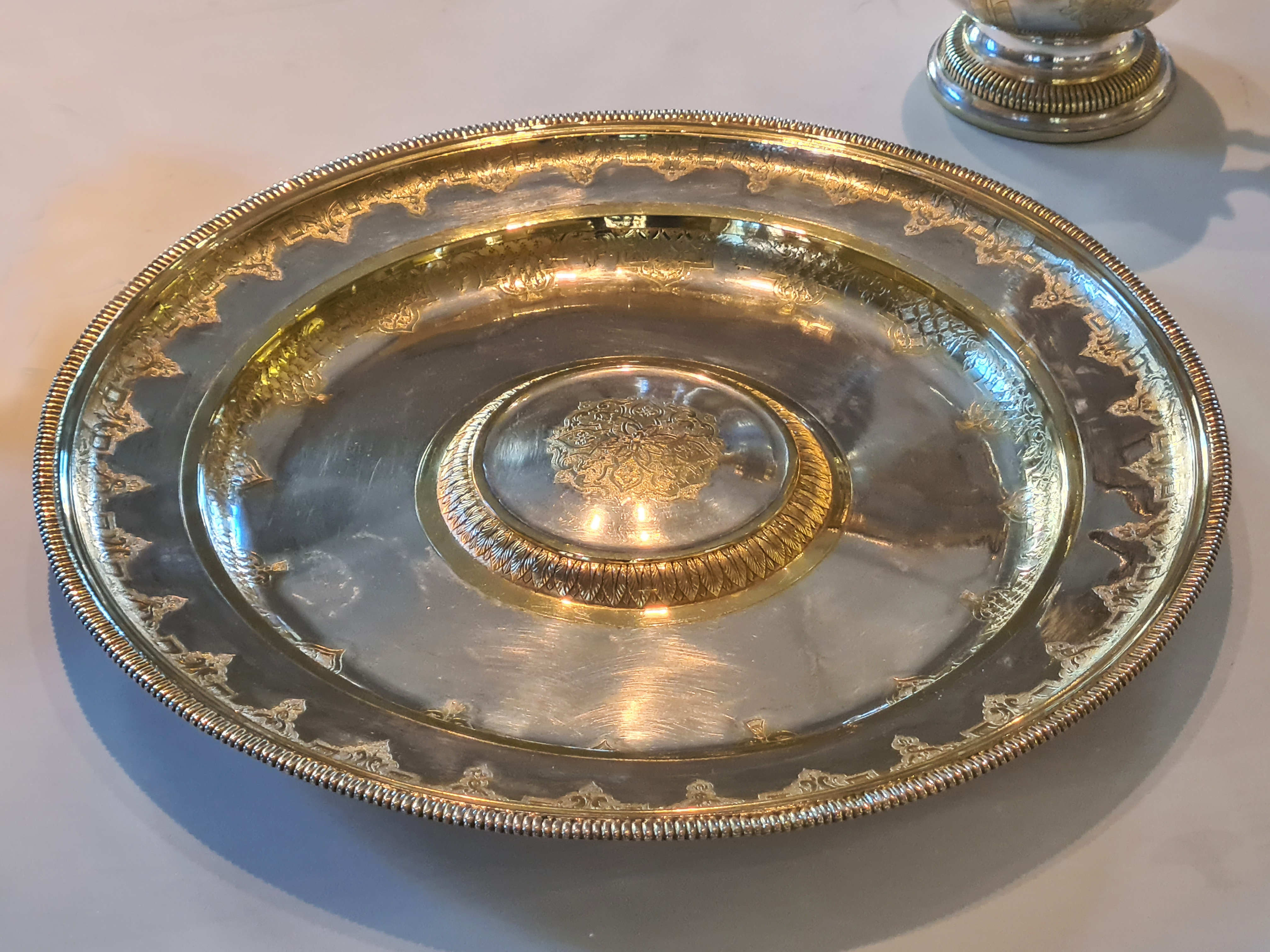
Le bassin.
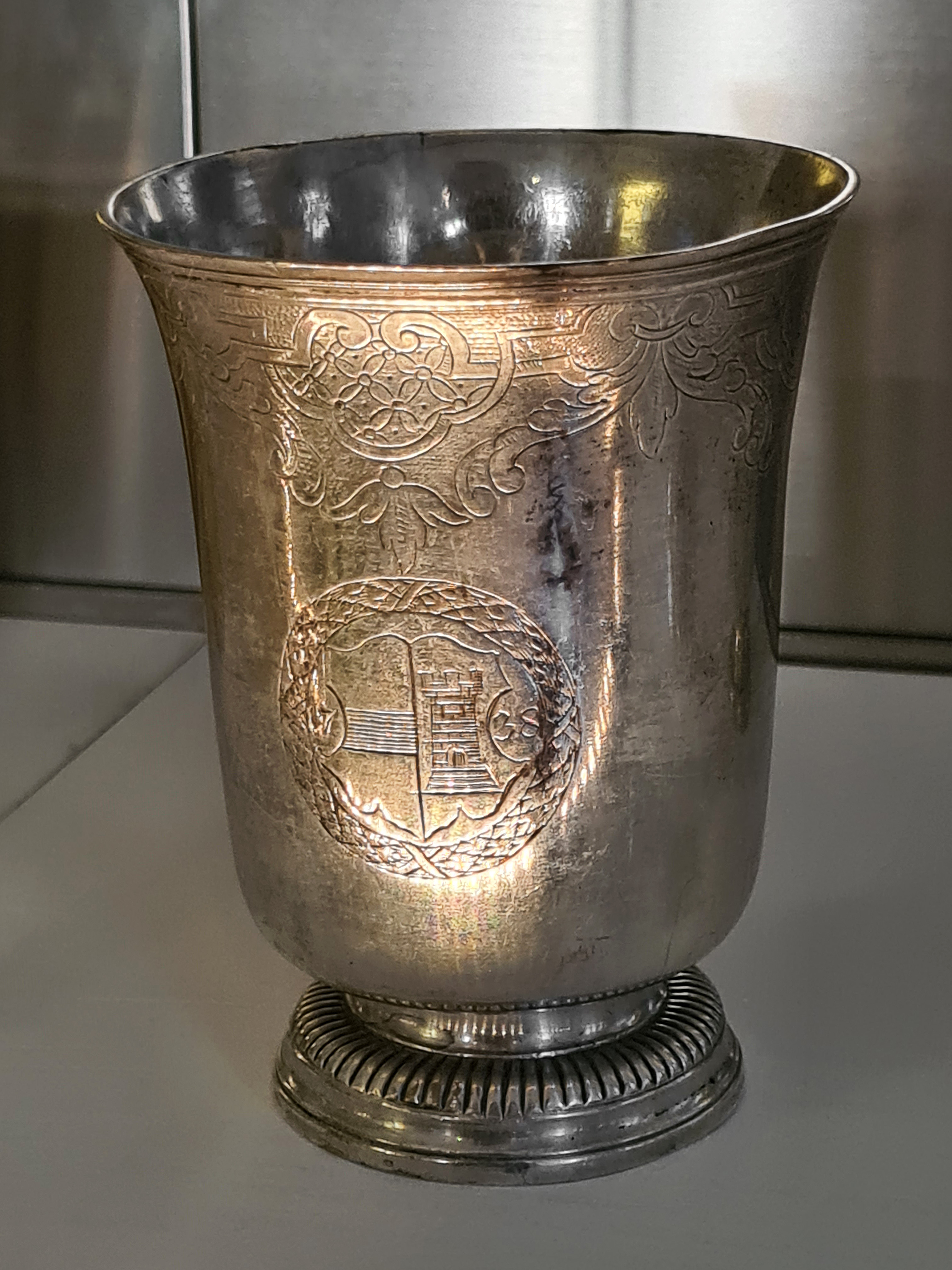
Gobelet de Magistrat aux armes de Lahr.

Uniques dans la production strasbourgeoise, deux tasses trembleuses en argent doré ont été conçues entre 1736 et 1750. Très remarquées, elles ont été présentées lors de plusieurs expositions, à New York (Metropolitan Museum of Art) en 1938, à Strasbourg en 1948, à Paris en 1964. Elles sont conservées dans une collection privée.
- Le musée historique de Strasbourg détient une théière en argent du 2e quart du XVIIIe siècle (les premières théières en argent apparaissent en France après 1715), la plus ancienne connue à ce jour à Strasbourg. Ses formes témoignent d'une influence parisienne. Elle est en argent uni à l'extérieur et en argent doré à l'intérieur. L'anse est en bois fruitier. La pièce porte le poinçon du maître et le 13 à la fleur de lys[10].

Musée historique de Strasbourg.
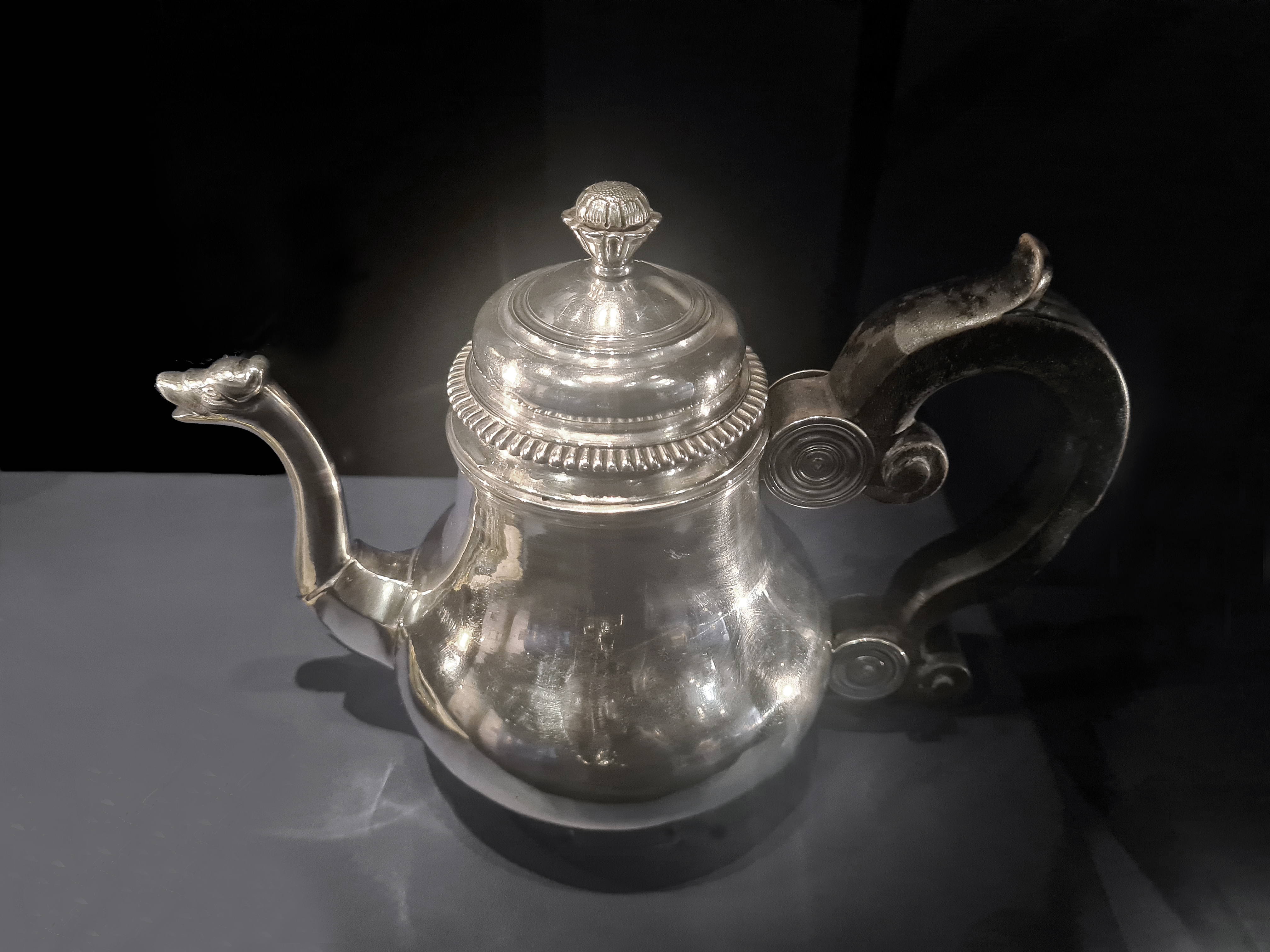
Théière.
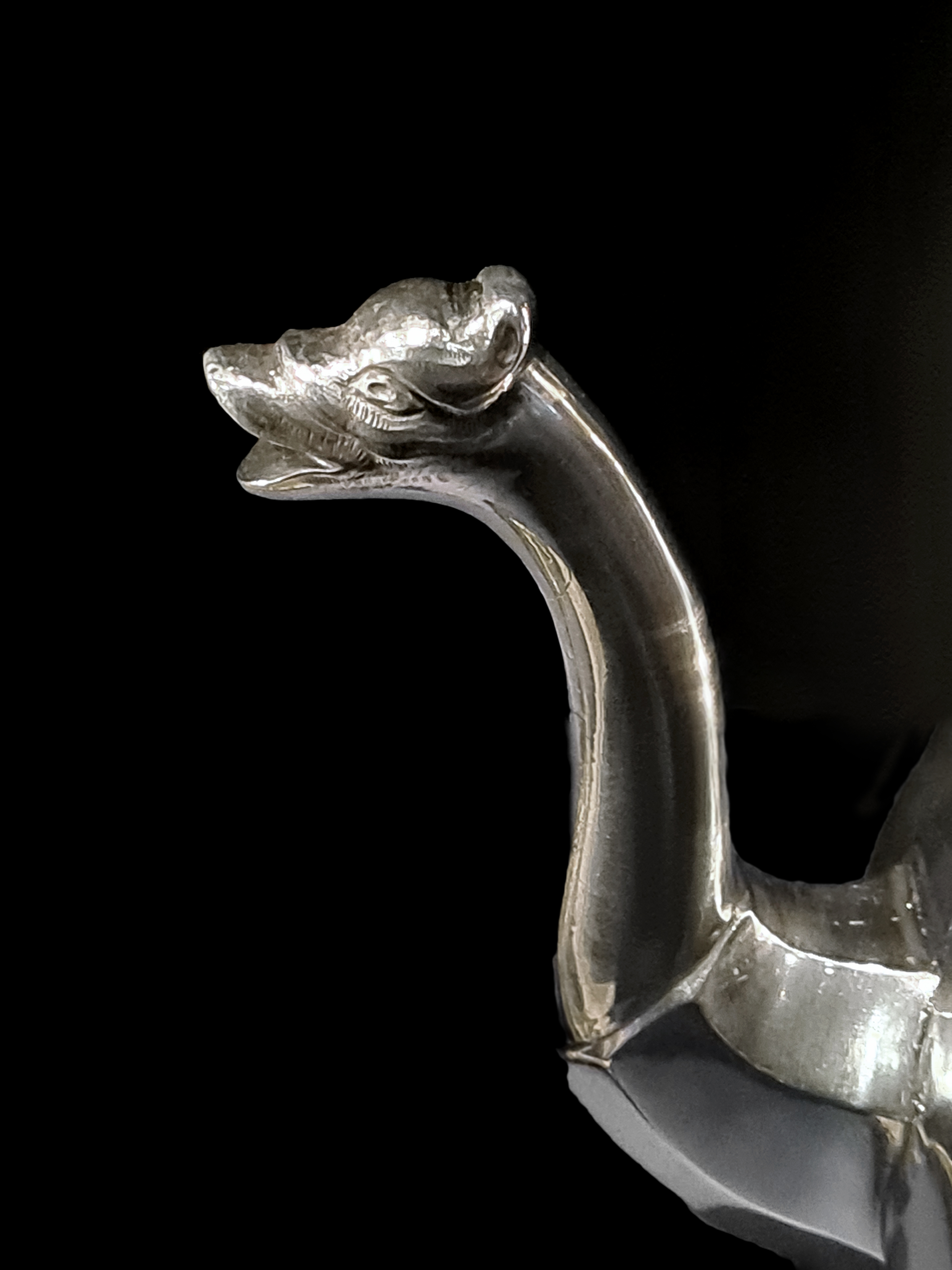
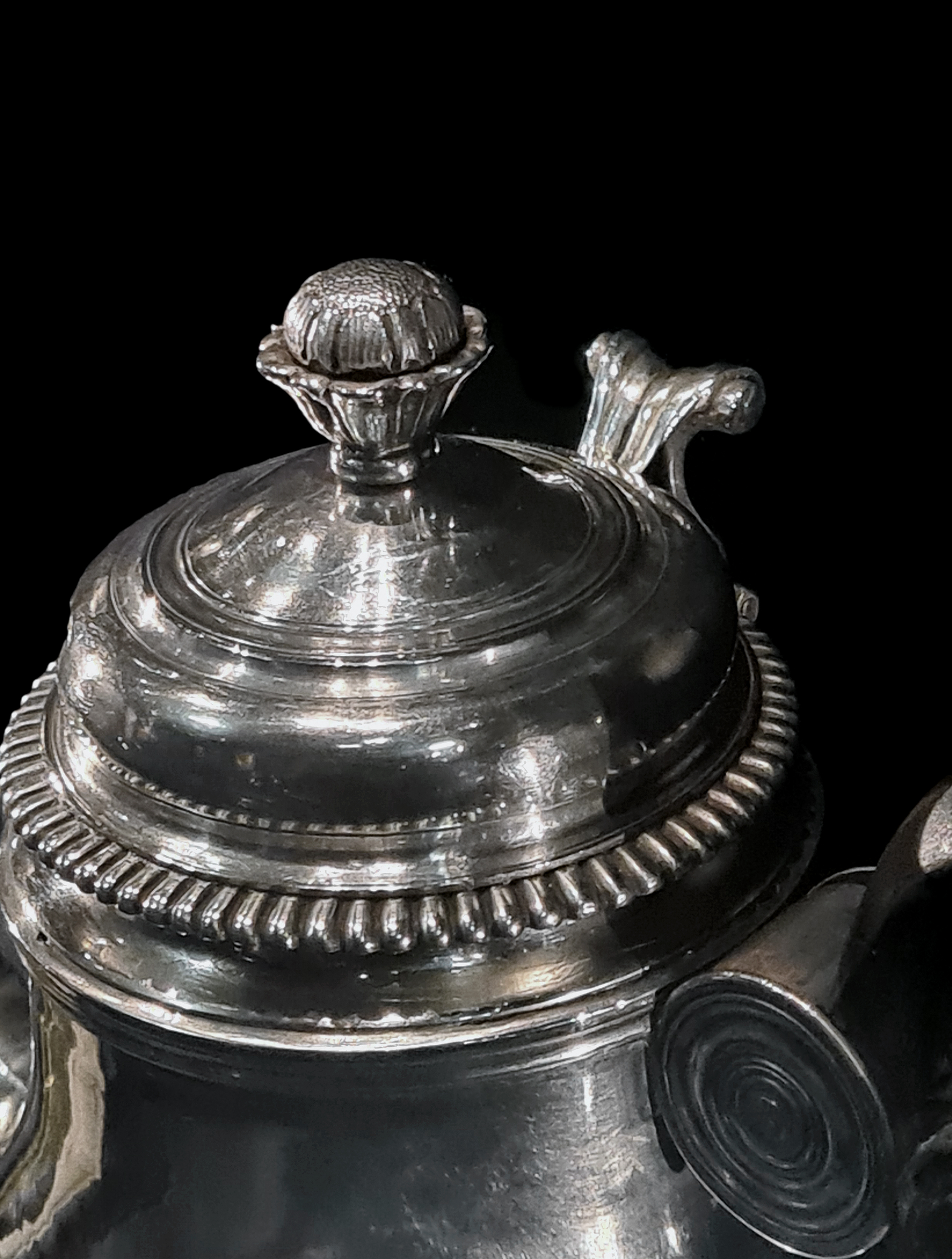
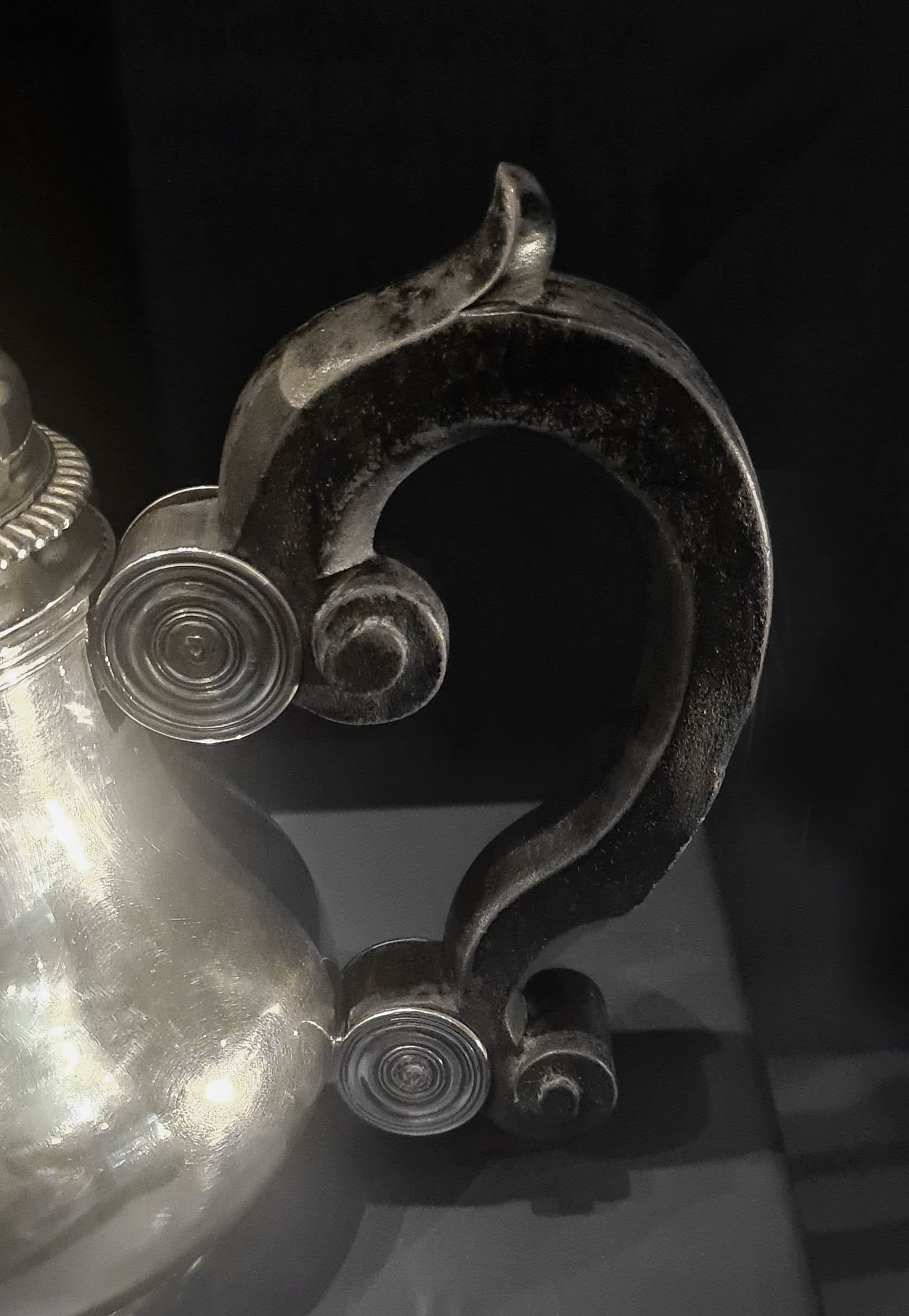

- Le musée du Louvre possède une chocolatière (1749-1751)[11] et une cafetière (1749-1750)[12], toutes deux en vermeil et gravées aux armes du landgrave de Hesse-Darmstadt et de son épouse, née Leiningen Dagsburg, mariés en 1748.

Musée du Louvre.
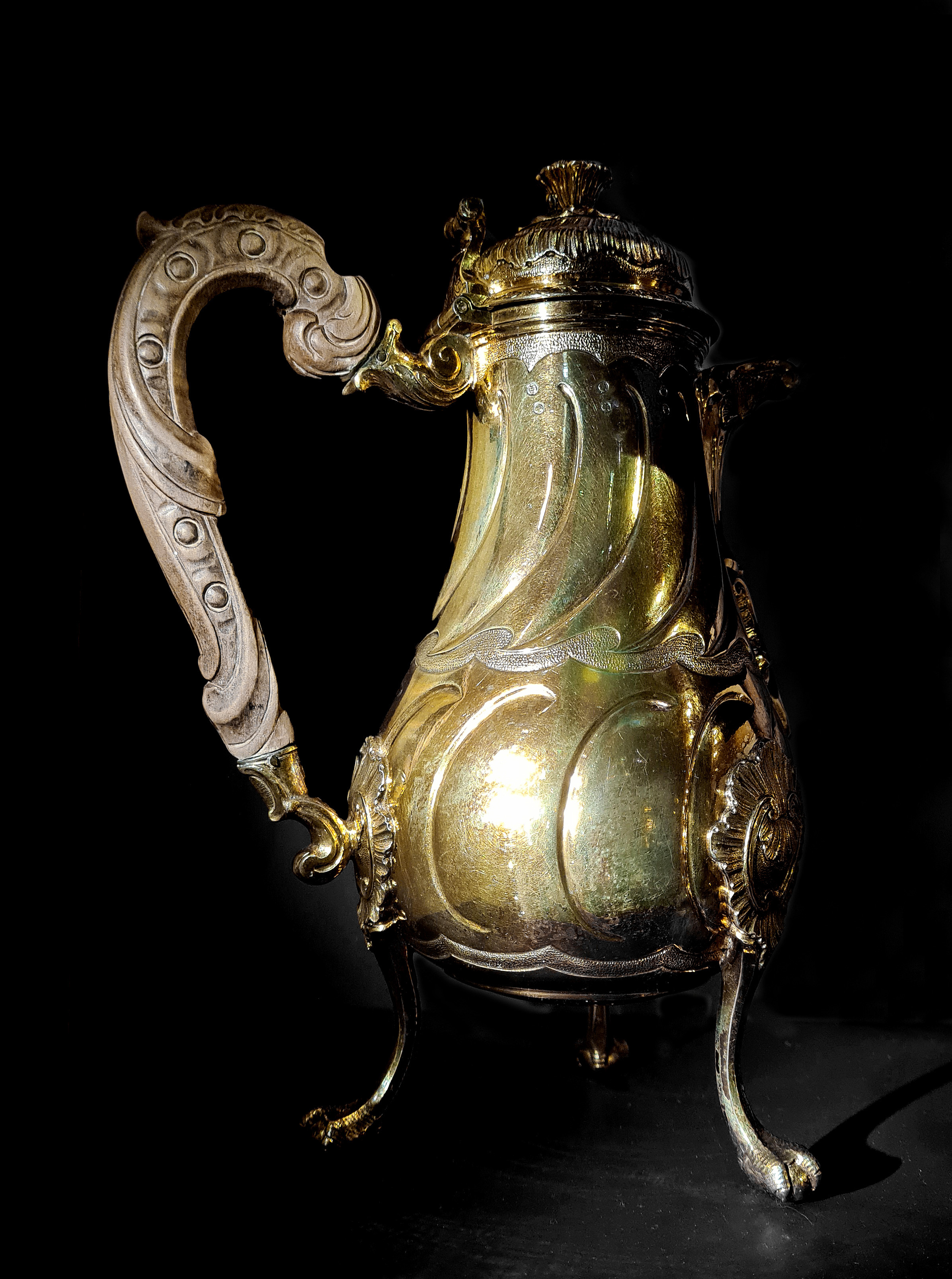
Chocolatière.
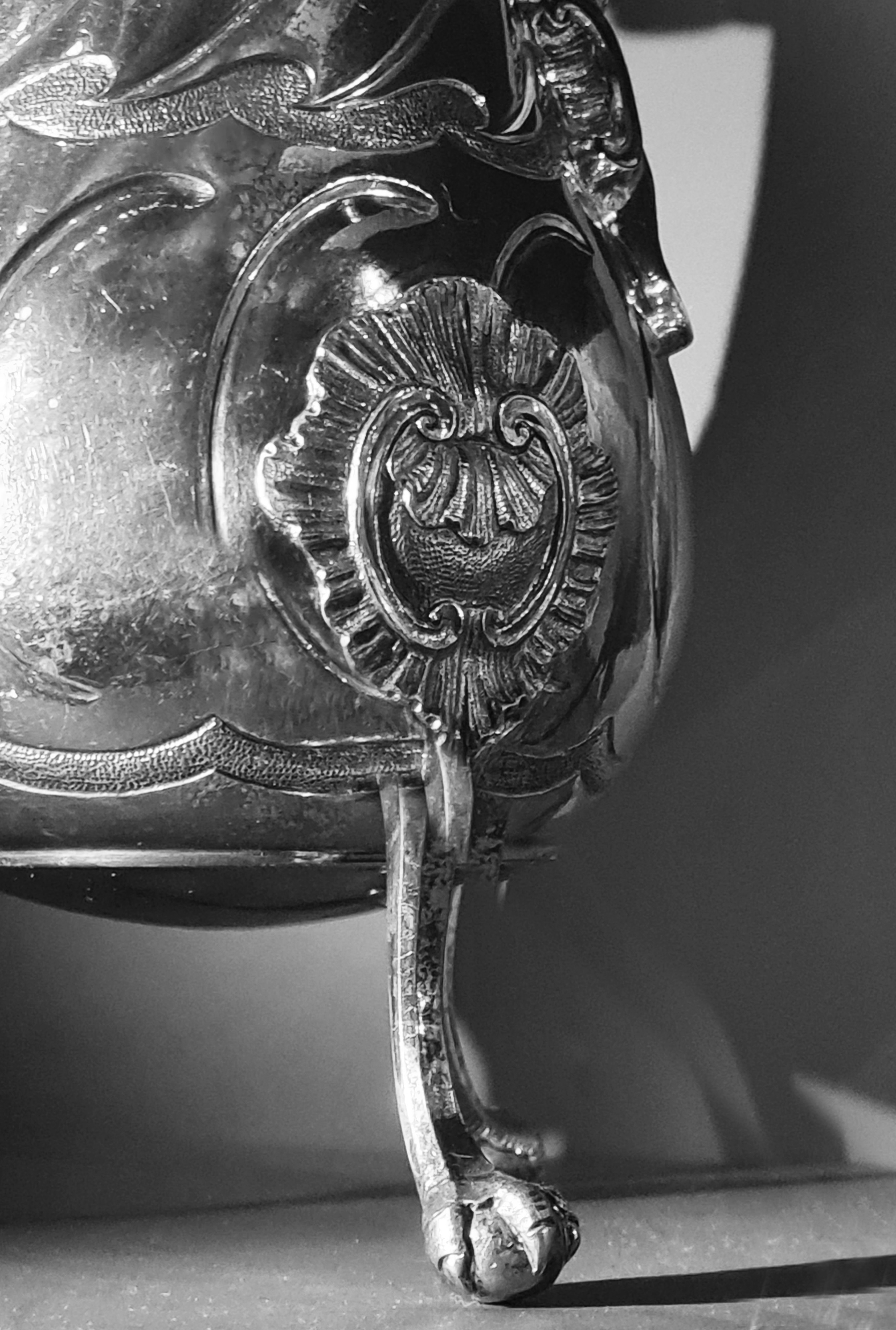
Chocolatière (détail).
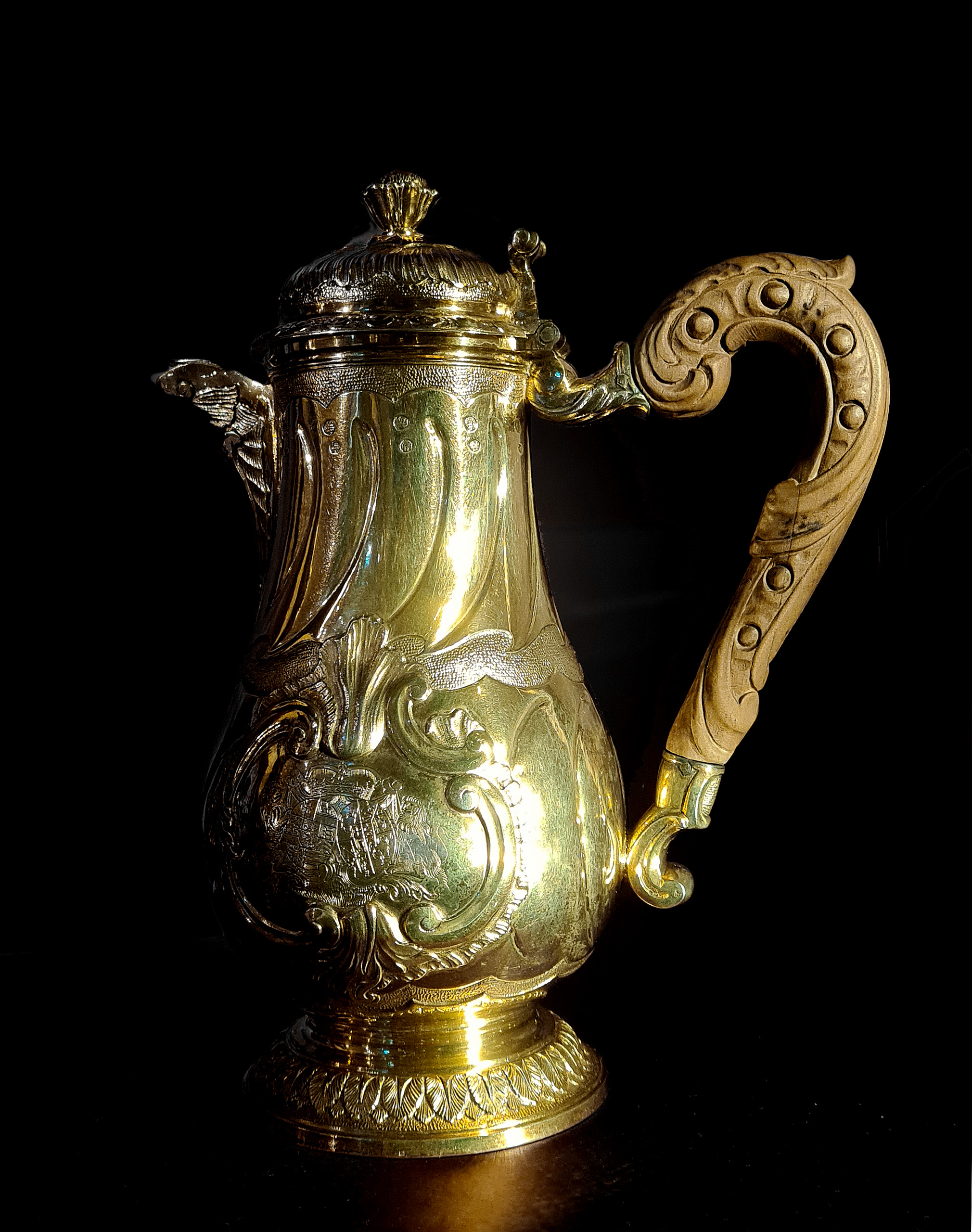
Cafetière.
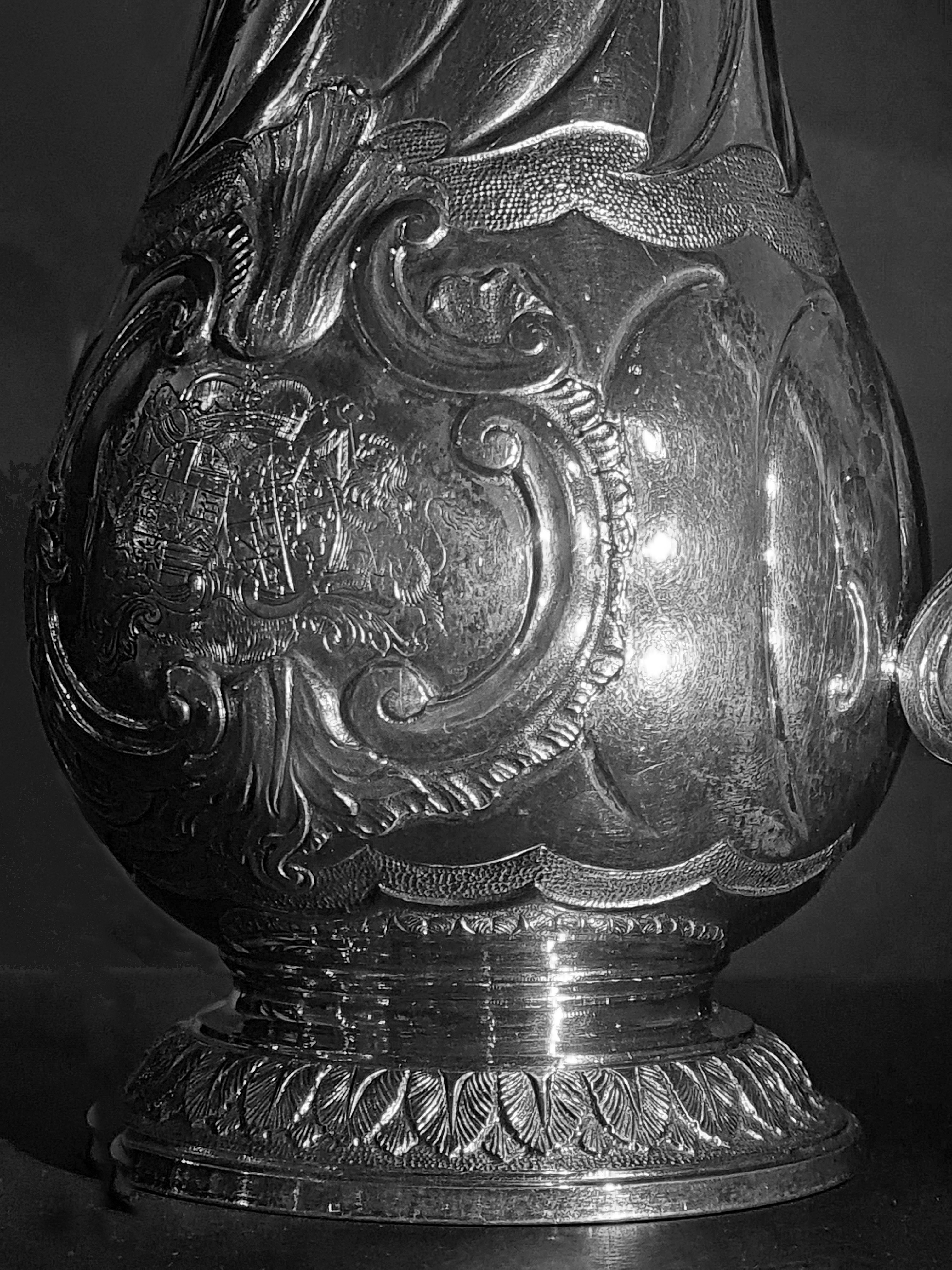
Cafetière (détail).

- Le musée des Arts décoratifs de Paris détient également un gobelet[1].

- Le musée d'Art de Toledo (Ohio) possède plusieurs poudriers à couvercle[13].